# Ришельё (телесериал)
Ришельё (фр. Richelieu) — французский исторический шестисерийный сериал, посвящённый жизни и деятельности кардинала Ришельё. Фильм поставлен на высоком историческом и художественном уровне. В основу фильма положен фундаментальный труд французского историка Филиппа Эрланже, который был одним из авторов сценария.

## Сюжет
Сериал повествует о жизни и деятельности одного из крупнейших государственных, политических и церковных деятелей Франции периода Нового Времени — кардинале герцоге Арман Жан дю Плесси де Ришельё.

### 1 серия:Взлёт чеглока
Первая серия посвящена началу пути будущего кардинала и охватывает довольно продолжительный период времени. В ней уделено внимание образованию, которое он получил, тем людям, что окружали его, взглядам, сформировавшимся под влиянием жизни сначала в провинции, а затем и в столице. А также переживаниям ещё молодого, но уже действительно гениального человека, который сознаёт свой гений и мучается невозможностью применить его на благо горячо любимой страны.
Сценаристам очень удачно удалось вместить в 55-минутный формат серии все основные ключевые моменты первых 30 лет жизни Ришельё (1585—1614). Раннее детство, проведённое в родовом имении в Пуату в тяжёлые времена, наступившие после окончания религиозных войн. Последующие годы учёбы сначала в Наваррском коллеже, потом в Академии Плювинеля. Расцвет юношеских надежд, а затем вынужденное принятие решения, которое кардинальным образом меняет всю его жизнь. Поездка в Рим и встреча с Папой Римским, первые светские успехи в качестве епископа при дворе Генриха IV, затем новый рискованный шаг — возвращение в епархию и обретение там необходимого опыта управления и реальной власти. Поездка в Париж и разговор с Генрихом, готовящимся к войне против Австрийского дома. Смерть короля и начало регентства Марии Медичи. Встреча в Люсоне с отцом Жозефом  — человеком, который станет его верным другом и соратником. Участие в Генеральных Штатах и, наконец, вновь возвращение в Париж ко двору регентши, которая обратила внимание на молодого красноречивого епископа.
В начале повествования Ришельё предстаёт перед нами слабым и болезненным мальчиком, страдающим от частых приступов меланхолии, но при всём этом ребёнком вдумчивым и наблюдательным, глубоко переживающим всё происходящее вокруг него. Детство и юность — самые важные этапы с точки зрения формирования характера, интересов и жизненных приоритетов человека. Детство Ришельё прошло в обстановке заботы и любви, которой окружила детей мадам дю Плесси. Но этот мир был крайне хрупок и в любой момент мог быть разрушен под влиянием той угрозы, что существовала за стенами их замка. И это уже тогда понимал маленький мальчик. «Постоянно повторяющийся кошмар», — так Ришельё описывает времена междуцарствия, пришедшиеся на его детство.
Воспоминания об этом остались с ним на всю жизнь, и они во многом сформировали те политические идеи, которые он отстаивал потом на протяжении жизни. Главное — это мир и порядок внутри каждой семьи и всего государства в целом. В самом сериале режиссёр и сценаристы намеренно возвращались к его детским впечатлениям, чтобы подчеркнуть их значимость. Один из таких наиболее ярких, запоминающихся, драматичных и, в то же время, очень трогательных моментов описывается, как раз, в первой серии. Гувернёр де Бурне, с его израненной разбойниками рукой, показан невольным напоминанием о страшных временах детства кардинала, напоминанием, которое всегда рядом и которое побуждает продолжать идти по тому сложному пути, что выбрал Ришельё.
Прекрасно показано в первой серии развитие личности Ришельё, формирование и рост в нём государственного деятеля, начиная с простого юношеского стремления «служить великому государю, чтобы не испытывать бед, предаваясь любви и войне». Через глубокие, полные государственной мудрости проповеди с кафедры Люсонского собора: Пусть Вера дарует каждому мудрость повиновения Государю! Через личный пример мужества при посещении протестантских семей, в которых жили прихожане католики, чтобы действием подтвердить высказываемые им идеи. И, наконец, заканчивая полным отождествлением себя и государства:

— Я ненавижу беспорядок, потому что при нём нет правосудия. Я болен, так как больно королевство! Я болен! (Арман дю Плесси)

— Вы меня беспокоите. (Мадам дю Плесси, его мать)

— А я обеспокоен всем. (Арман дю Плесси)

— Кто вас об этом просит? (Мадам дю Плесси, его мать)

— Никто. Кроме меня. (Арман дю Плесси)

Не каждый из нас может сказать о себе такое, а уж тем более жить этим. Да ещё и в юности! Но как сказал в одной из их бесед отец Жозеф: Провидение наделило его даром видеть большое.
Знание и понимание истинного положения вещей пришло к Ришельё очень рано. Среди забав молодости, которым предавались вокруг него его беззаботные сверстники, он, тем не менее, не мог не думать о судьбе своей страны:

"Я думаю об этом городе — он не изменился с тех пор, как я попал сюда в детстве, о преподавателях, которым не оторваться от устаревших традиций, о грубости нравов, о легкомыслии дворян! И то, что моя зрелость пала на наши дни — милость провидения. Рождается новое королевство, и нужно помочь ему родиться!"
А вместе с этим пониманием, пришло и чувство ответственности за тех, кто не в состоянии понимать сам:

Я должен обеспечить спасение не себе, а другим!
Эту фразу можно смело использовать в качестве эпиграфа для любой биографии кардинала, потому что в ней сосредоточена главная идея его жизни: отречение от себя, ради служения своей стране и своему государю. Так думал епископ Люсона, этим жил и кардинал Ришельё. И воплощение в фильме именно этой идеи и было, видимо, одной из целей режиссёра.
В сериале нашлось место тому, чтобы показать, что не таким уж простым, как это обычно представляют в биографиях, было решение молодого человека уйти от светской жизни.
Он понимал, что духовная карьера ничуть не хуже военной, но сложно отказаться от того, чем жил долгих 20 лет. В первой серии в уста Ришельё сценаристы вложили фразу, которая показывает, насколько тяжёл был этот выбор. Сколько мечтаний и надежд было оставлено им в стороне и принесено в жертву ради того, чтобы сохранить за семьёй епархию, и как терзался молодой епископ от того, что не мог вначале своего служения полностью соответствовать выбранной им роли: "Я всё растерял: боевой дух, любовь к эпохе, привязанность к дамам! И всё ради чего?! Перевернул свою жизнь, пошёл против судьбы, против себя самого, чтобы переодеться в епископа! — сплошное притворство и лицемерие".
Первая серия, это, наверное, единственная серия из всего сериала, в которой были отражены практически все известные нам сегодня вехи жизни молодого Ришельё. Место нашлось даже для довольно спорного с исторической точки зрения момента — предполагаемого «сумасшествия» кардинала, которое, по словам отдельных его современников, проявлялось в периодах неконтролируемой радости, когда Ришельё будто бы воображал себя лошадью. Сложно сказать, правда, это или вымысел недоброжелателей, но режиссёр и сценаристы смогли довольно удачно обыграть этот щекотливый момент. Им удалось свести до минимума всю негативную сторону, добавив в сцену разговора епископа с матерью живого жеребца, который мог натолкнуть Ришельё с его образным мышлением, пребывающего в состоянии восторга от того, что он наконец-то сможет применить свой талант на благо страны в её столице, на подобное сравнение: «Я готов был выломать двери конюшни, чтобы выйти. Или вы забыли, что я жеребец! Не кобыла, а боевой конь, ждущий звука трубы, услышав который он бросается в бой! Только попона часто мешает» Ну, чем ни ещё один символ, которыми так полон этот сериал?
В первой серии одним из её знаковых моментов, пожалуй, наиболее важным является разговор молодого епископа и короля Генриха IV, который был занят приготовлениями к войне. Под вековыми сводами Лувра самый любимый король французов поделился своими государственными планами с человеком, которому предстояло воплотить их в жизнь, и которого потом эти же французы ненавидели и называли не иначе как тираном:
"Пока Германская империя сильна и состоит в союзе с Испанией, Франция будет прибывать в смертельной опасности. Сжатая в тисках под угрозой с севера, юга, востока и даже с запада. Союз императоров, в который вошли испанцы, грозит разъединением нам. Тот, кто это понял, будет правильно управлять королевством".
Эта беседа, которая вполне могла иметь место и в реальности, стала, по воле сценаристов, неким символическим жестом передачи забот о государстве от одного великого человека другому: от короля к будущему министру. Она связала собой прошлое страны с её будущим.

### 2 серия«Епископ в аду»
Вторая серия посвящена самому, пожалуй, сложному этапу в жизни Ришельё. Сложному, потому, что он был полон неопределённости и страхов за будущее, потому что от успеха до полного провала епископа отделял всего один неверный шаг, потому что он всё ещё зависел от других и их судьба была его судьбой. Можно сказать, что вся серия проходит для него в борьбе за место под солнцем, которое он старается получить и удержать любым путём. Для режиссёра эта часть биографии Ришельё дала прекрасную возможность рассказать об извечных трудностях “пути к власти”, о том, через что вынужден проходить талантливый человек, чтобы получить право служить своей стране.
Друг Ришельё капуцин Жозеф в самом начале повествования даёт будущему кардиналу в связи с этим весьма любопытный совет: “Служите верой и правдой королю и христианству, — говорит он, - и не выбирайте пути, даже если он кажется недостойным”. Речь идёт о том, что молодому Люсонскому епископу удалось, наконец, обратить на себя внимание королевы-матери, и она сделала его одним из министров. Вот только путь, выбранный им для достижения этой цели, был крайне далёк от обета, даваемого католическим духовенством - дорога наверх началась для Ришельё с королевского алькова.
Неизвестно, было ли в этом его поступке ещё что-то, кроме сухого расчёта. Мария Медичи, судя по свидетельствам современников, обладала довольно скверным характером и была человеком весьма сложным в общении. Но в то же время её титул и роль матери короля, бесспорно, вызывали в Ришельё почтение и уважение, которые он сохранил до конца жизни, несмотря на то, что, в конечном счёте, ему пришлось ради блага государства пойти против желаний своей покровительницы. Так или иначе, но первые годы при дворе прошли для него в партии королевы - в правящей партии.
Уже за время своего короткого министерства епископ сумел убедился в полной политической бездарности регентши, которая вела страну к гибели. Осложнялась ситуация ещё и тем, что вся реальная власть находилась в руках приближённого королевы Кончино Кончини. Взаимоотношения этого итальянца и Ришельё, какими они показаны в фильме, весьма любопытны. Первый открыто правит Францией, второй даёт мудрые советы, но держится в стороне, на определённом расстоянии, с которого лучше видны сцена и актёры.
Ришельё становится своеобразным “серым кардиналом” при Кончини: он умело направляет политику в нужное русло, и одновременно избегает критики в свой адрес при неудачах. Лишь немногие придворные смогли заметить эту стратегию его поведения и, безусловно, лишь единицы могли предположить, чем она обернётся в будущем: Епископ Люсонский — не велика птица, но он полон замыслов, всюду проникает, обо всём осведомлён.
А он, между тем, получал бесценный опыт, позволявший понять, не только как функционирует государство, но и, что гораздо важнее, дававший возможность постичь тайны дворцовых интриг, через непосредственное в них участие, ведь его действия по отношению к королю в то время по-другому назвать просто нельзя.
Причём и на этой стези его гений проявился в полной мере – его советы поражают неординарностью мышления – чертой достаточно редкой для дворян того времени. Во многом они балансируют на грани, но именно в силу этого они столь действенны: они обезоруживают противника также как и того, кому надлежит им следовать. Чего стоит его предложение Марии Медичи отказаться перед королём от регентства, чтобы вынудить того официально подтвердить её права на управление! Всем присутствующим потребовалось время и разъяснения самого епископа, чтобы понять этот манёвр, принёсший в итоге столь ощутимые результаты.
Но “правление” Кончини не могло долго продолжаться. Ришельё это прекрасно понимал, поэтому к моменту, когда против маршала был составлен заговор, он сумел заручиться поддержкой его организаторов, став в конечном итоге даже соучастником убийства, потому как он никак не попытался этому помешать. Почему же он, католический епископ, допустил преступление? Почему не помог тому, кто был его покровителем?
Вероятно, ключевым моментом в принятии такого решения стало расследование смерти Генриха IV, проводимое Ришельё вместе с отцом Жозефом. Сцена их разговора об убийцах короля получилась, к сожалению, не достаточно заметной в ряду других более ярких и динамичных. Между тем, эта беседа, стала во многом определяющей в отношении епископа к Кончини и регентше - слова отца Жозефа о том, что преступление вряд ли совершилось без ведома Марии и её фаворита, резко изменили в глазах Ришельё образ королевы-матери. При его патриотизме и восхищении покойным королём и его государственными идеями, он вряд ли смог бы простить ей это. И если в ситуации с Марией её титул был достаточным основанием для епископа постараться, в виду отсутствия доказательств, закрыть на прошлое глаза, то маршалу не на что было надеяться.
Помимо того, сыграли свою роль и опасения за судьбу страны: Ришельё прекрасно понимал, что Кончини – враг государства. Поэтому и его устранение он, скорее всего, без зазрений совести отнёс, если не каре Божьей, то к безусловному благу, даже несмотря на то, что рисковал при его падении и своим собственным положением, что в итоге и вылилось в ссылку сначала в епархию, а затем в далёкий Авиньон. Король, наконец, решился править сам. Во второй серии удалось раскрыть характеры главных героев: Ришельё и его соратников, Марии Медичи, Кончини и короля Людовика XIII. Сыну Великого Генриха не очень-то везло с историками и биографами: почти все они отказывали ему в качествах, достойных монарха. Что уж говорить о прошлых и современных писателях и режиссёрах, для которых Людовик Справедливый стал воплощением безволия, политической глупости и трусости. Пьер де Кур смог не просто отойти от этого навязываемого в течение столетий стереотипа, у него получилось раскрыть и показать личность этого человека, дать объяснение его поведению, найти причины его поступков в качестве короля Франции и в его очень противоречивых отношениях с будущим кардиналом. Первая серия была посвящена становлению Ришельё, вторая – стала своего рода “боевым крещением” для Людовика. Юность молодого короля была из ряда тех, какие не принято желать и врагам. Мария Медичи, захватившая в свои руки власть над королевством, сурово правила и своим сыном, лишая его не только материнской ласки, но и отказывая ему в том уважении и почитании, которые полагаются ему по рождению. Как часто в разговорах со своими приближёнными она повторяет страшную не только для матери, но и для королевы, фразу: "Людовик – пропащее существо!" Причём произносится этот приговор практически с радостью.
Сцены заседания королевского совета и вовсе походят на откровенное издевательство. Мария с нескрываемым удовольствием постоянно заявляет молодому королю: "Работа в совете вам не по возрасту!" Неудивительно, что в таких условиях молодой человек вырос замкнутым и неуверенным в себе. Да к тому же на него постоянно давило беспокойство за судьбу вверенной ему страны. В те времена короли искренне верили в то, что получили власть от Бога и, соответственно, в свою громадную ответственность. Поэтому и воспринимал он так болезненно всё происходящее в королевстве и в королевской семье. Особенно мучили его отношения матери и епископа. Он во многом ещё ребёнок и мечтает, чтобы мать была ему матерью, чтобы любила его. И всех, кто окружает её и “отнимает” её у него он считает врагами.
Но если свою личную обиду он ещё может перенести, то нарушение общественных и божественных правил для него немыслимо. Скорее всего, именно в этом была причина его ненависти к Ришельё, в нём он видел оскорбление не только памяти отца, но и принципов морали и нравственности:

Да я знаю, вдове нужна опора, но разве подобает искать её в священнослужителе?! Я в ответе перед Господом за Францию, которую епископ превратил в бордель.— Людовик XIII
А к этому добавились ещё и подозрения в соучастии в убийстве Генриха: 

Людовик XIII:  …когда люди, причастные к смерти отца расчищают дорогу матери. 

Люинь: Люсон даже не был в Париже.

Людовик XIII: Я знаю, но он в сговоре с убийцами.
После этого неудивительно, что король с такой радостью отправил епископа в ссылку. К сожалению, и Ришельё в то время не сильно отставал от своей покровительницы. "Мы действуем от имени короля, но никому не показываем этого тщедушного юношу", - таков был девиз его политики. Многих историков удивляет такая слепота будущего кардинала, особенно учитывая его безусловный талант угадывания человеческих характеров.
Вот чем объяснил отец Жозеф эту ошибку Ришельё: 

.
Отец Жозеф: Вы недооценили короля.

Ришельё: Я уважал его мнение.

Отец Жозеф: Вы пренебрегли его личностью.

Ришельё: Кто мог предполагать, что в сражении он проявит себя иным!

Отец Жозеф: Без воображения не стоит пытаться управлять другими.

Но здесь значительную роль видимо всё же сыграло окружение епископа - ведь действительно просто невероятной казалась всем возможность того, что король, никогда не высказывающий своего мнения, вечно соглашающийся с доводами других и постоянно прибывающий под их давлением, сможет что-то предпринять самостоятельно, сможет решиться более никому не доверять управление королевством. Да к тому же сделает это столь рискованным образом. Но, тем не менее, это произошло - Людовик нашёл в себе силы перешагнуть через любовь и почтение сына и взять власть в свои руки. Но нужно вновь отдать Людовику должное, он сумел не просто стать номинальным правителем, он смог понять, что его сил не хватит на должное управление страной и, перешагнув через себя, он принял помощь Ришельё. Знайте, отец Жозеф, нет такой горы, на которую я не поднялся, нет сердца, включая моё, которым я бы не пожертвовал ради всеобщего блага, - сказал он, соглашаясь вернуть епископа ко двору. Слова, достойные истинного короля! Это решение далось ему с большим трудом. Рядом с ним не было человека, который мог бы разделить его тревоги. Всё ему пришлось пережить одному: - Нет, после его действий против нас нам не договориться! Все требуют новизны, но что в нём нового? Всё в Ришельё нам противно: непомерная изворотливость, бесстыдная надменность, конечно, он ловок, умён, но этот великий прелат – плохой священник! Нас посвятили в короли, но нет таких плечей, которые выдержали бы эту ношу. Королевство в опасности и Господь не простит нам малодушия.
Очень символично, что серия заканчивается обновлённым королевским советом, во главе которого король и кардинал - дальше они пойдут по жизни вместе, и будут работать бок о бок на благо монархии и королевства.

## В ролях
| Актёр               | Роль                  |
| ------------------- | --------------------- |
| Пьер Вернье         | Ришельё               |
| Жак Рони            | Людовик XIII          |
| Марко Перрен        | Генрих IV             |
| Мария Уиммер        | Мария Медичи          |
| Мари-Кристин Демаре | Анна Австрийская      |
| Жан-Пьер Бернар     | Кончино Кончини       |
| Жан Лёврэ           | отец Жозеф дю Трамбле |
| Ги Делорм           | Де Вар                |
| Жак Бертье          | Де Тревиль            |
| Франсуа Гюизерикх   | Сен-Симон             |
| Жан-Луи Бруст       | Сен-Мар               |
| Жан Негрони         | Мазарини              |
| Жорж Декриер        | Беллегард             |
| Клод Жиро           | Ла Валетт             |
| Бернар Лавалетт     | Герцог д’Эпернон      |
| Мишель Бертье       | Тиссеран              |
| Роберт Парти        | Витри                 |
| Жан-Поль Мулино     | Папа Римский Павел V  |
| Ганс Канинеберг     | Фердинанд II          |
| Поль Ле Гуен        | Рошфор                |
| Иоланда Фоллиот     | Мария Гонзага         |
| Клод Манн           | Люин                  |